# Francesc Prieto i Caules
Francesc Prieto i Caules (Maó, 2 de juny de 1841 - Màlaga, 2 de juny de 1889) fou un enginyer menorquí, acadèmic de la Reial Acadèmia de Ciències Exactes, Físiques i Naturals.
Era germà petit del polític Rafael Prieto i Caules. Marxà a Madrid, on el 1865 es va llicenciar a l'Escola d'Enginyers de Camins de Madrid com el primer de la seva promoció. Després fou destinat en la prefectura d'Obres Públiques de Balears i nomenat encarregat de les obres de Menorca. Fou l'artífex de la planificació de la carretera de Sant Lluís a Sant Climent i la carretera general de Maó a Ciutadella de Menorca, així com el dragatge del port de Ciutadella i la carretera de Sant Antoni de Portmany.
De 1872 a 1880 va tornar a Madrid, on treballà de professor de l'Escola d'Enginyers de Camins. De 1880 a 1884 fou encarregat de la reconstrucció de l'embassament del pantà de Llorca, i en 1884 li encarregaren la reforma del port de Màlaga. Simultàniament, l'11 de desembre de 1882 fou nomenat acadèmic de la Reial Acadèmia de Ciències Exactes, Físiques i Naturals, però va morir sense haver pres possessió de la medalla. Va morir a Màlaga el 2 de juny de 1889, poc després d'acabar el projecte del port. L'ajuntament de Maó li va posar el seu nom al carrer de S'Arraval.